# 経口避妊薬

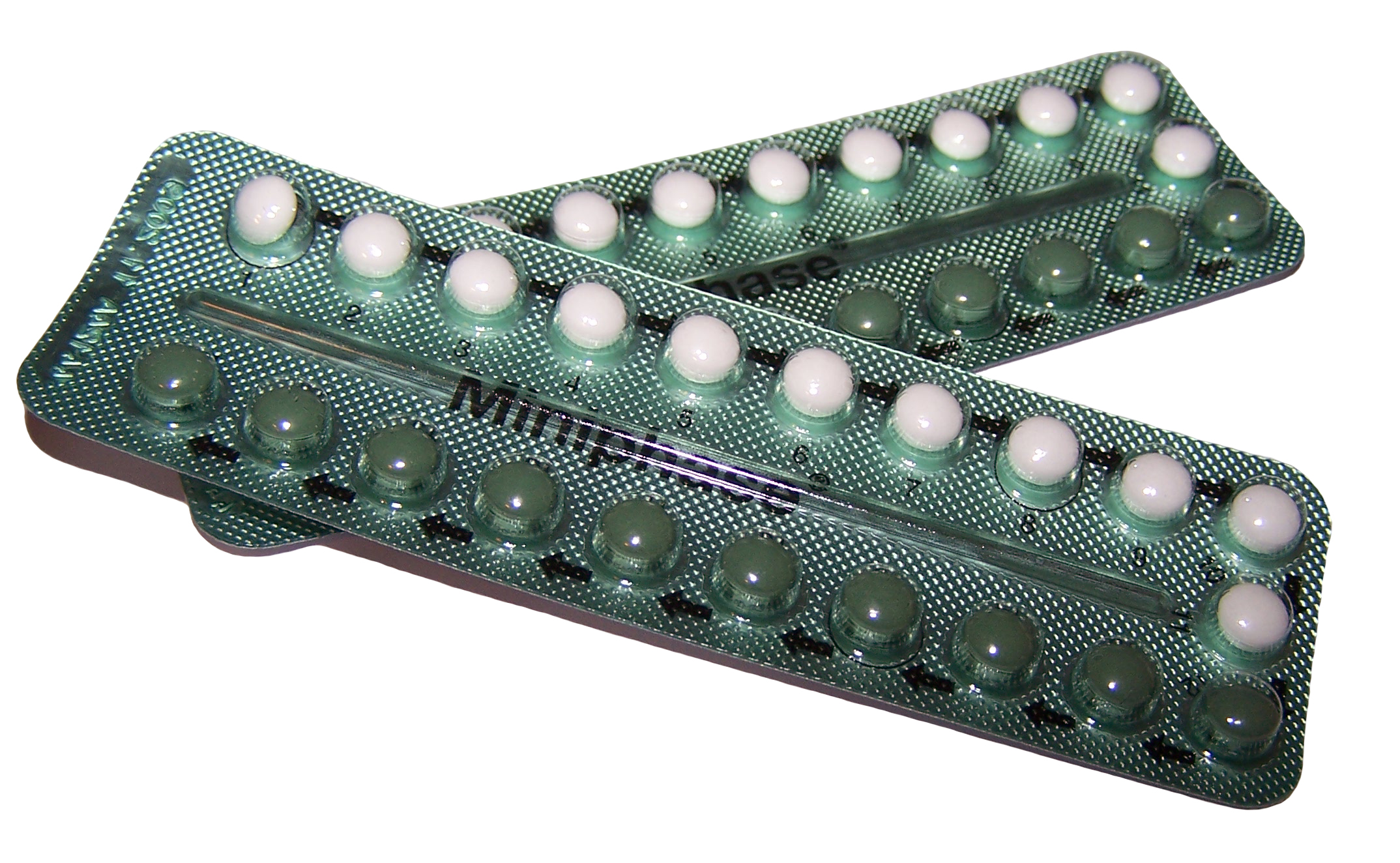
ピルの一例

経口避妊薬（けいこうひにんやく、英語: combined oral contraceptive pill (COCP)、oral contraceptive (OC)）は、休薬期間を除き常用することで避妊効果の得られる女性ホルモン剤。口語的な呼び方として、経口避妊薬（COOP、OC）を指して避妊目的の「ピル」（元は丸剤の意）を指す。日本国内で使われるOCは、エストロゲン成分含有量が少ない低用量タイプが一般的であり、排卵抑制・精子進入防止・着床難化などの作用で高い避妊効果がある。服用停止から3か月以内に通常の妊孕力に戻る。

## 概要
経口避妊薬（以下「ピル」）は、1960年代にアメリカ合衆国で開発され、広く普及した。世界で1億人の女性が服用するとされるが、使用状況は国ごとに大きく異なる。アメリカでは1200万人の女性が使用しているが、 民主党バイデン政権下の2023年7月時点でも人工妊娠中絶や経口避妊薬への賛否は国家世論を二分する議論対象となっている。人工妊娠中絶反対派のプロライフや共和党が強い州を中心に、中絶を厳しく制限する動きが相次いでいることから、FDAはピルを医師の処方箋なしに薬局などで販売することを承認した。 イギリスでは16 - 49歳の女性の3分の1が内服している。ギャップ指数との関係を見ると相関係数は0.4であった。相関係数は0.0を相関なし、1.0を完全な正の相関とする指標であるため、0.4とは中程度の相関と解釈される。これに対し、スマルナは「女性の社会進出が進んでいる国ほど、低用量ピルの使用率が高い」と主張している。
生理開始日から、1日1錠を決まった時間に21日間服用し、その後の7日間服用を休む周期が基本となる。したがって、PTPパッケージも殆どが1シート21錠入りのもの（使いきった後の7日間は服用しない）か、28錠入りのもの（7日分には、有効成分が全く入っていないプラセボ）である。
成分にエストロゲンとプロゲステロンが含まれ、これにより排卵を抑制する。避妊の機序は、
1. 排卵の抑制
2. 子宮頚管粘液の性状の変化（精子の子宮内侵入を抑制）
3. 子宮内膜の変化（受精卵の着床抑制）

である。正しく服用した場合の妊娠の確率は、パール指数（パールインデックス）はピルで0.3%、避妊手術で0.1 - 0.5%、薬剤添加IUDで0.1 - 0.6%である。飲み忘れも含めた一般的な使用では、ピルで8%、避妊手術で0.15 - 0.5%、薬剤添加IUDで0.1 - 0.8%である。
避妊目的のOC以外にも、生理周期の変更や月経困難症の緩和、子宮内膜症の治療などに使われるLEPが存在している。国際的にも昔は高用量ピル・ホルモン量が低用量ピルの10倍程度の中用量ピルが用いられていたが、副作用の低減を目的として、低用量ピル・超低用量ピルが開発されて主流となっている。
日本では、以前からホルモン治療目的の、高用量ピル・中用量ピルが認可されていたが、1999年（平成11年）に、避妊そのものを目的とした低用量経口避妊薬（oral contraceptive (OC)）が認可され、2008年（平成20年）に月経困難症や子宮内膜症の治療薬として、LEPの低用量ピルも認可された。避妊用としては、低用量ピルが主流になっている。
黄体ホルモンのみを含むピルは「ミニピル (en)」と呼ばれ、低用量ピルに含まれる卵胞ホルモン摂取が禁忌である授乳中の産後女性にのみ処方されている。肥満女性や35歳以上、産後授乳中の避妊に使えるメリットがある一方、必ず連日同じ時間に内服をする必要性、飲み始めに不正出血が続くことがあるデメリットがある。
OCの服用のみでは性病(STD)は回避出来ないが、男性がコンドーム着用、女性がOC服用するデュアルプロテクション（二重防御法）は、性病・妊娠の両者を回避する手段として国際的に評価されている。

## 服用禁忌対象
一般に下記の症状がある女性（以下:人）が服用することは禁忌となっており、医療機関から処方もされない。
- 成分に過敏性素因がある人
- 乳がん・子宮内膜がん・子宮頸がん及びその疑いのある人
- 診断で病名が確定していない、性器からの異常出血のある人
- 血栓性静脈炎・肺塞栓症・脳血管障害・冠動脈疾患及びこれらの疾患にかかったことのある人
- 35歳以上で1日15本以上のタバコを喫煙する人
- 前兆のある片頭痛患者と診断されている人
- 肺高血圧症又は心房細動を合併する心臓弁膜症の患者、亜急性細菌性心内膜炎になったことのある心臓弁膜症患者の人
- 糖尿病性腎症、糖尿病性網膜症など血管病変を伴う糖尿病患者の人
- 血栓性素因のある人
- 抗リン脂質抗体症候群患者の人
- 手術前4週以内、術後2週以内、産後4週以内及び長期間安静状態の人
- 重篤な肝障害がある人
- 肝腫瘍がある人
- 脂質代謝異常のある人
- 高血圧の人（軽度の高血圧の患者は除く）
- 耳硬化症の人
- 妊娠中に黄疸、持続性そう痒症又は妊娠ヘルペスの症状が出たことのある人
- 妊娠又は妊娠している可能性のある人
- 授乳婦（母乳で赤ん坊を育てている最中の人）
- 骨成長が終了していない可能性がある人
- 重篤な腎障害、又は急性腎不全のある人（これが禁忌に入っているのは黄体ホルモンとしてドロスピレノンを含有する製剤のみ）

また糖尿病患者や耐糖能異常の人、年齢が40歳以上の人、心疾患の患者、乳癌の家族歴又は乳房に結節のある人、血栓症の家族歴、喫煙者、肥満、心臓弁膜症患者、てんかんの患者などは、慎重な投与をすることが求められている。

## 副作用・禁煙
2025年2月に、2,000,000人のデンマークの女性を追跡した大規模前向きコホート研究において、ピルの服用で虚血性心疾患や心筋梗塞の発症リスクが高まると報告された。ただし、虚血性心疾患を発症した女性は10万人中39人と、絶対的なリスクは低かった。
ピルを服用する女性が喫煙をしていると心臓・循環器系への副作用が高まるため、ピルを服用する際は禁煙するのが望ましい。若年層の約10%の女性が喫煙しているが、喫煙は卵子の発育や卵巣からのホルモンの分泌が不妊症、流産や早産、子宮外妊娠を招きやすく、胎児の発育も悪くなる。さらに出産後も喫煙を続けた場合、子供の健康にまで悪影響を及ぼす。ピルの主要な副作用として血栓症が挙げられるが、喫煙者が妊娠した場合の血栓症発症率はピル服用者の約2倍、産後12週目では約10倍で、非喫煙ピル服用者より喫煙者の妊娠の方がはるかに血栓症のリスクが高い。医学的理由で服用禁止と診断されていなければ閉経まで飲み続けても問題ない。医薬品医療機器総合機構(PMDA)は、処方時には患者に血栓塞栓症のリスクについて説明するとともに、「患者携帯カード」を渡すよう求めている。
ピルの副作用として、片頭痛、吐き気、嘔吐、イライラ、性欲減退、むくみ、膣炎などがあげられる。また、よくピルの服用による体重の増加が挙げられるが、それは誤りである。しかし食欲が増す事はある。このほか稀な例ではあるが、血栓症、長期服用による発癌性などの可能性が指摘されている。子宮筋腫、糖尿病を悪化させる可能性があるとも言われている。肝斑のきっかけとなることがある。
日本ではピルと呼ばれる女性ホルモン剤は最も大まかに三種に分けている。後述のLEPやCOOP（OC）、これらの中で「1錠あたりのエストロゲン配合量0.05 mg未満のもの」を低用量ピルと呼ぶ。消退出血（非排卵時の月経）による血の量の減少、それに伴う貧血軽減、月経困難症を含む生理痛とPMSと月経前緊張症と月経前気分不快障害の軽減、ニキビや多毛の改善、多嚢胞性卵巣症候群（PCOS）悪化抑制、妊活向きの子宮の柔化、子宮内膜癌のリスク軽減、卵巣がん・子宮体がんの予防、子宮内膜症と子宮筋腫の悪化抑制と手術後再発予防、月経不順の適正化効果、服用で前倒しや後ろ倒しなど生理をずらすことも出来る機能を持っている。未閉経者でも40歳以上の女性には加齢により心血管系のリスクが上昇する年代でもあるため慎重投与とし、閉経以降又は50歳以降の女性へ処方しないこととなっている。これら二種に加え、中容量ピルであるEC（緊急避妊薬、Emergency Contraceptive）含めた三種ともピルと省略して呼ぶことがある。

## 種類・区分
日本で女性向け経口避妊薬は3種に分類されている。月経困難症や子宮内膜症向けに処方される低用量エストロゲン・プロゲスチン配合薬（LEP（レップ）、月経困難症治療ピル）もCOOP（OC）と同じく、低用量ピル又はピルとも呼ばれるが、LEPは国民健康保険適応対象であり、避妊目的ではない上記の疾患の治療目的としたものへの呼称である。なお、日本では保険適応であるLEPも、自費であるOCと成分は同じであり、避妊効果自体は持っている。他には、膣内射精後から72時間以内に服用すれば、COOP（OC）を服用していた場合よりは低い避妊効果・副作用も強いものの避妊効果を発揮する、中容量ピル区分の経口避妊薬である緊急避妊薬（EC、アフターピル）が存在する。
中用量ピルを用いた従来の緊急避妊法に代わる低リスクな緊急避妊薬(アフターピル)として、フランスでレボノルゲストレル（販売名：ノルレボ）が世界で初めて正式に認可された1999年は、日本では経口避妊薬（ピル）自体の承認がされた年であった。経口避妊薬の承認順として、1999年といのは国際連合加盟国の中で最も遅かった。なお、北朝鮮側が対外的に発表していなかったため知られていなかったが、経口避妊薬承認推進派の北村邦夫医師が国際機関であるIPPF(国際家族計画連盟)に照会した結果、北朝鮮は1994年頃以降からIPPFが提供している低用量ピル（マーベロンなど）を受け取っていたことが1997年6月に判明した。当時、北村医師自身も北朝鮮は経口避妊薬の承認はしていないと考えていたため、自身の照会に対するIPPFからの回答に衝撃を受けている。東京丸の内で就労する女性において、2022年時点のピル服用率は15％であり、全国平均2.9%の約5倍となっている。

### 低用量エストロゲン・プロゲスチン配合薬（LEP）
低用量エストロゲン・プロゲスチン配合薬（LEP（LEP製剤）、Low dose Estrogen Progestin Combination）は、子宮内膜症および月経困難症向けに、エストロゲンの容量を規定値以下に収めたプロゲスチンとの配合薬。生理周期の安定、生理痛の軽減、経血量の減少など、月経に関する症状の治療目的で使用される。また、子宮内膜症の予防・病巣進行の停止、子宮体がん、卵巣癌のリスク軽減なども期待できる。
副作用でもある抗アンドロゲン（抗男性ホルモン）作用を利用したニキビ治療、体毛が薄くなることが報告されている。
OCと同じくLEPも低用量ピルと呼ばれ、休薬期間7日のある21日ごとに服用する。なお、飲み忘れ防止の偽薬の7日分を含めた休薬期間の無い28日間ごとに服用するものもある。
また、よりエストロゲンの容量を低くした超低用量ピル、エストロゲンをほぼ廃したミニピルも開発されている。超低用量ピルの場合、錠中で有効成分が配合された錠の数に応じてヤーズ、ヤーズフレックスに分かれている。
日本においては2008年から国民健康保険適応対象となっている。また、2020年代から上記症状者に向けた支援団体による、診療を経由した無料処方が実施されている。

### 緊急避妊薬（EC）
膣内射精前に低用量経口避妊薬（OC）を常用していなくても事後早期に服用すれば避妊回避効果を発揮するピルは緊急避妊薬（Emergency Contraceptive:EC）、緊急避妊ピル、アフターピル、モーニングアフターピルと呼ばれている。ただし、OCに比べると避妊効果・費用とも継続使用には向いておらず、OC服用していた場合ほどは避妊効果はないため、あくまで緊急的な最後の手段と捉えて、緊急避妊薬服用する事態を経験後はOCでの避妊選択が推奨されている。
緊急避妊薬を薬局で入手可能な国は86か国あるが、日本では処方箋が必要な処方箋医薬品であり、診療報酬が適用されない自由診療である。薬局での販売を解禁する一般用医薬品にするかに関しても、専門家や医療系学会からは「先にコンドームの着用することの常識化」「性病はピルでは回避出来ないことの周知など性教育を充実させてから解禁するべき」との意見から、2017年（平成29年）には議論の結果、薬局での販売が見送られた。
しかし、2020年（令和2年）10月に内閣総理大臣菅義偉が、処方箋無しでの販売解禁する方針を打ち出した。しかし、アフターピルの薬局販売解禁を評価する声と共に「女性は（アフター）ピルの重大さを分かっているけど、男性側が理解してないと意味がない」との上記のような意見も懸念も出ている。2023年1月にはOTC化についてパブリックコメントが実施された。4万6300件の意見が寄せられ、97％が賛成であった。一方、地域で安心して分娩できる医療施設の存続を目指す議員連盟は自民党と厚生労働大臣に同薬について慎重な取り扱いをするよう申し入れを行った。
厚労省は、2024年5月、日本薬剤師会にて研究事業（研究名「緊急避妊薬販売に係る環境整備のためのモデル的調査研究」として、2023年11月末より実施した成果を「緊急避妊薬のスイッチOTC化に係る環境整備のための調査事業　結果報告書」として出した。「とても満足」や「おおむね満足」の「満足」と回答したのは95％であったが、厚生労働省は「まだ十分なデータが確保されていない」と判断した。日本薬剤師会は、2025年1月までより多くのデータ収集のために試験販売を実施する薬局数を増やす方針としている。一方、東京都では説明のないまま試験販売が1カ月、中断する一幕もあったと報道される事態に陥った。
一方、日本では、長年にわたり、虐待死する子どもの半数以上が0歳児である。2024年度の人工妊娠中絶件数は126,734件で、前年度に比べ4,009件（3.3%）増加し、26,734 件で、前年度に比べ 4,009 件（3.3%）増加している。年齢別では20～24歳が最多である。20歳未満では19歳が4,707件と最も多く、次いで18歳が2,641件となっている。

## 男性経口避妊薬
2023年2月、ネイチャーではアメリカで「TDI-11861」と呼ばれるピルは「精子を泳がせる」スイッチになっている可溶性アデニリルシクラーゼ（sAC）と呼ばれる細胞内シグナル伝達タンパク質を阻害またはブロックする働きがあり、マウスの実験で交尾の前と最中と後を通して、精子を動かなくすることに成功している記事を掲載した。